# Stark Sands

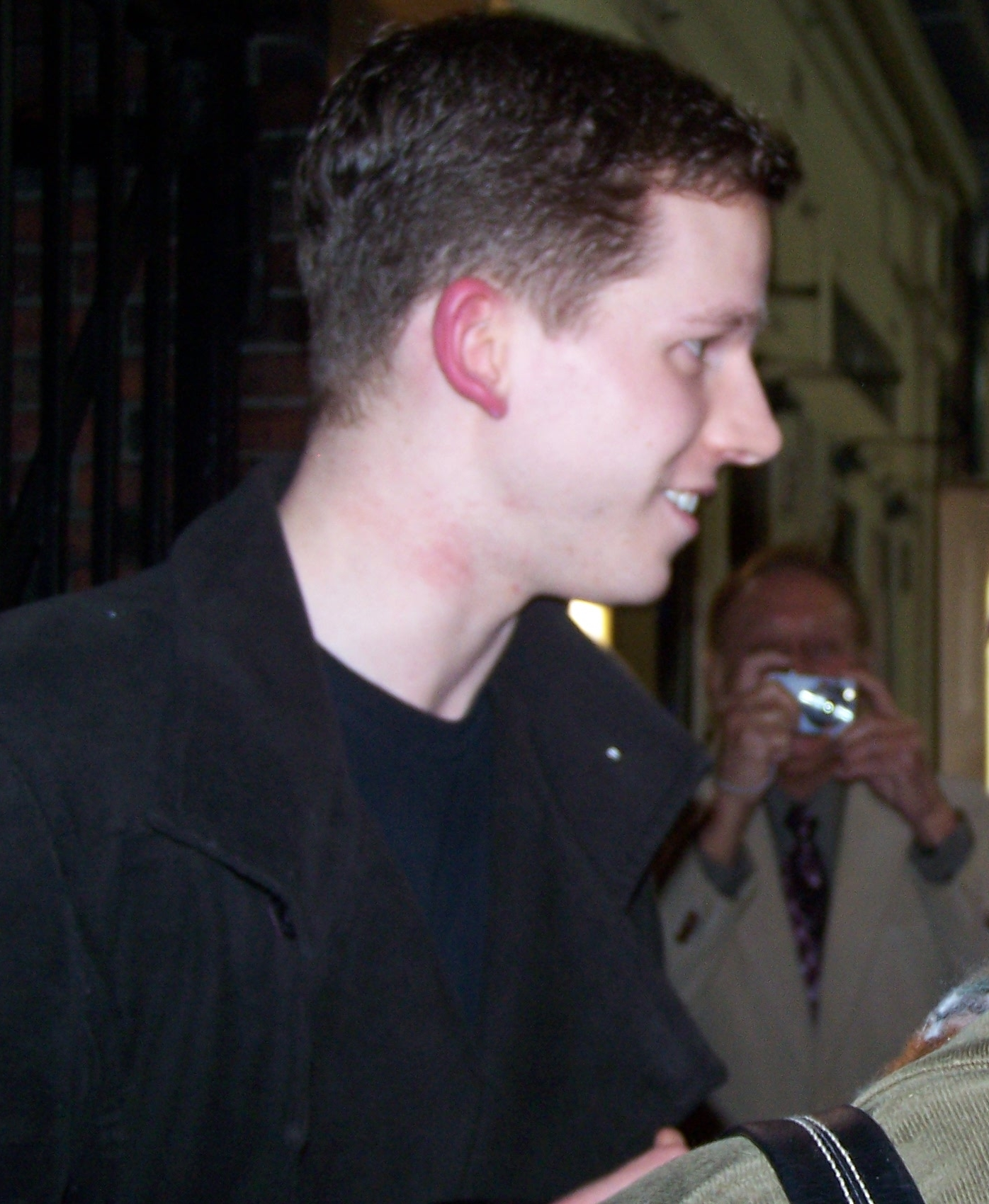
Stark Sands (2007)

Stark Bunker Sands (* 30. September 1978 in Dallas, Texas) ist ein US-amerikanischer Film- und Theaterschauspieler.

## Leben
Stark Sands wurde, genau wie sein Großvater, als eineiiger Zwilling geboren und hat darüber hinaus noch eine ältere Schwester. Sands arbeitet seit seinem 13. Lebensjahr als Schauspieler, wenngleich zunächst nur im Schultheater der Highland Park High School. Nach seinem Abschluss 1997 schrieb sich Sands an der University of Southern California ein, an der er Schauspiel studierte und seinen Bachelor of Fine Arts erwarb.
Stark Sands begann seine Karriere als professioneller Schauspieler im Vergleich zu anderen Kollegen relativ spät. 2002, im Alter von bereits 24 Jahren, feierte er in einer Doppelfolge der Fernsehserie Six Feet Under – Gestorben wird immer sein Debüt als Film- und Fernsehschauspieler. Sein jugendlich wirkendes Aussehen kommt ihm zugute, da er selbst heute noch, Anfang 30, Charakterrollen verkörpert, die selbst Anfang oder Mitte 20 sind. Zu seinen bekannteren Filmen zählen American Princess aus dem Jahr 2004 oder Flags of Our Fathers, in dem Sands 2006 zu sehen war. Aber auch in Fernsehserien, darunter Nip/Tuck – Schönheit hat ihren Preis oder American Dad konnte Sands überzeugen. 2008 stand er in der Miniserie Generation Kill in der Rolle des U.S. Marines Nate Fick vor der Kamera.
Neben seinen Film- und Fernsehauftritten steht Sands auch auf der Theaterbühne. Zwischen Februar und Juni 2007 stand er so unter anderem 125-mal im Stück Journey's End am Broadway auf der Bühne. Im selben Jahr wurde er sowohl für den Tony Award als auch für den Theatre World Award nominiert, für welchen er auch ausgezeichnet wurde. Seit April 2010 übernimmt er eine der Hauptrollen in dem von Green Day komponierten Musical American Idiot. Für seine Rolle als Charlie Price im Musical Kinky Boots wurde er 2013 für den Tony Award in der Kategorie „Bester Hauptdarsteller in einem Musical“ nominiert. Sands unterlag jedoch seinem Kollegen Billy Porter, der die zweite männliche Hauptrolle in Kinky Boots spielt.
Stark Sands heiratete am 9. Juli 2011 die britische Journalistin Gemma Clarke. Die Hochzeit fand auf Bovey Castle in Südengland statt. Am 14. Mai 2015 wurde ihr erstes gemeinsames Kind, ein Sohn, geboren.

## Filmografie (Auswahl)
- 2003: 11:14
- 2004: American Princess (Chasing Liberty)
- 2005: High School Confidential (Pretty Persuasion)
- 2006: Flags of Our Fathers (Flags of Our Fathers)
- 2008: Day of the Dead (Day of the Dead)
- 2008: Generation Kill
- 2008: My Sassy Girl – Unverschämt liebenswert (My Sassy Girl)
- 2013: Inside Llewyn Davis
- 2015: Minority Report (Fernsehserie, 10 Episoden)